# Хелмиярви
Хе́лмия́рви (Хелми-ярви, Хельми-ярви; фин. Helmijärvi) — озеро на территории Сортавальского городского и Кааламского сельского поселений Сортавальского района Республики Карелия.

## Общие сведения
Площадь озера — 0,6 км². Располагается на высоте 67,8 метров над уровнем моря.
Форма озера лопастная. Берега возвышенные, скалистые. Полуостров Кархуниеми (фин. Karhuniemi) разделяет озеро практически пополам, оставляя узкий пролив.
Из северо-западной часть озера вытекает ручей Лохиоя, впадающий в реку Тохмайоки.
В озере расположены шесть небольших остров без названия.
Населённые пункты воле озера отсутствуют. Ближайший — село Хелюля — расположен в 1 км к югу от озера.
Название озера переводится с финского языка как «жемчужное озеро».
Код объекта в государственном водном реестре — 01040300211102000013223.